# Шайдырова
Шайдырова — деревня в Кудымкарском районе Пермского края. Входила в состав Ленинского сельского поселения. Располагается южнее от города Кудымкара. Расстояние до районного центра составляет 18 км. По данным Всероссийской переписи населения 2010 года, в деревне проживало 22 человека (13 мужчин и 9 женщин).

## История
По данным на 1 июля 1963 года, в деревне проживало 63 человека. Населённый пункт входил в состав Верх-Юсьвинского сельсовета.